# 動物ふしぎ世界
『動物ふしぎ世界』（どうぶつふしぎせかい）は、1987年7月8日から同年9月16日までテレビ東京系列局で放送されていたテレビ東京製作の動物ドキュメンタリー番組である。全10回。放送時間は毎週水曜 19:00 - 19:54 （日本標準時）。
前番組『よろしく!すねかじり ゲーム&クイズ』の早期終了に伴い、秋の改編までのつなぎ番組として制作された。ナレーターは大場久美子が務めていた。

## 各回タイトル
1. 7月08日：森の王者オオカミ
2. 7月15日：大空の勇者ワシ
3. 7月22日：知られざるアニマル残酷闘争大公開
4. 7月29日：
5. 8月05日：豪華初公開
6. 8月19日：驚異!世界が愛した超天然記念物
7. 8月26日：野生の子育てビックリ特集
8. 9月02日：大アマゾンに珍獣を追う
9. 9月09日：オオツノヒツジ100頭の復活現象が!!
10. 9月16日：見せます動物大実験